# Brachiaria meziana
Brachiaria meziana là một loài thực vật có hoa trong họ Hòa thảo. Loài này được Hitchc. mô tả khoa học đầu tiên năm 1908.